# 東寶狐狼
東寶狐狼（日语：トーホウジャッカル），是日本純種競賽馬匹。生涯活躍於長途賽事，曾勝出2014年菊花賞並打破賽事紀錄。

## 出賽前
2011年3月11日出身於北海道日高町竹島幸治牧場，所有權歸於母系馬主東豐物產旗下。
其後交由栗東訓練中心練馬師谷潔訓練。

## 競賽生涯

### 3歲
由於其在2013年、亦即2歲時候患上嚴重的肺炎及腸炎，甚至出戰生命危險的跡象，因而陣營決定推遲至2014年5月31日才安排其出戰京都競馬場3歲未勝利戰。比賽開始後，其處於最後方位置追走，雖然於直路上跑出全場最快末腳，但因初段留得太後的情況下未能迫近前方賽駒，最終以第十大敗。
6月22日出戰另一場3歲未勝利戰，於其中再度未能成功突破，最終以第九大敗。
7月12日第三度出戰3歲未勝利戰，比賽初段選擇於先頭第六左右的位置推進，進入直路後展現不俗的加速力成功衝出，最終拋離第二名1 1/4馬位取得勝利。
其後出戰3歲以上500萬獎以下條件戰及玄海特別，取得一冠一亞的優秀戰績。
9月28日出戰菊花賞前哨戰神戶新聞盃，賽前僅獲得第九人氣。比賽開始後，其一直處於中團位置推進，並於通過最後彎道時候逐步加速。進入直路後，其展開加速不斷向前方推進，並嘗試於天下唯一及萬籟爭鳴之間通過，然而被阻擋之下其未能實行此計劃，因而需要抽出外檔進行衝刺。最終於其不斷迫近天下唯一及萬籟爭鳴下，三駒以平頭姿態衝線，可惜東寶狐狼仍然被兩名對手率先透出下以第三完賽。
10月26日按照計劃出戰菊花賞，由於在神戶新聞盃的優秀表現，其於賽前僅次於天下唯一及邁向世界取得第三人氣。比賽開始後，前方由東寶狐狼的廄侶Sun Grass帶出領放，其自身和邁向世界於先頭位置推進，而天下唯一則於中團追走。通過第三彎道後，其開始逐步發力進佔前方的有利位置，並於第四彎道經已處於第二。進入直路後，騎師酒井學進一步指揮其加速，其於不斷衝刺的情況下成功堅守位置，最終以1/2馬位優勢壓贏由內檔追擊的萬籟爭鳴取得首個一級賽冠軍，亦為練馬師谷潔及馬主東豐物產帶來首個中央一級賽優勝。而本次比賽，亦打破眾多紀錄，包括其跑出的3分1.0秒時間將2006年風之歌所創立的紀錄大幅推前1.7秒，更將成田路於2001年阪神大賞典創立的日本草地3000米賽道紀錄推前1.5秒。而其出賽僅149日就奪得菊花賞的間隔，亦將2008年功夫巨星的184日紀錄縮短35日，成為日本歷來最短的紀錄。

### 4歲
2015年年初原定以阪神大賞典作爲首戰，但於賽前的拍跳完成後被發現右前腳出現疼痛而避戰休養，亦未有出戰春季天皇賞的計劃。
6月28日於寶塚紀念復出，敗於朗日清天、有型露比及湘南魔瓶下以跑獲第四。
其後出戰札幌紀念，然而於直路失速之下僅以第八完賽。
札幌紀念後由於出現顯著疲勞，因而放棄秋季所有賽事並進入長期休養。

### 5歲
2016年年初於阪神大賞典復出，但於其中僅獲得第七。
其後狀態持續下滑未有任何突破，出戰春季天皇賞獲得第五後，更於寶塚紀念及金鯱賞以分別以第十五及第十一大敗。

### 6歲
2017年陣營原定以日經新春盃作爲其之年度首戰，但於賽前被發現右前腳患有肌腱炎下決定避戰，其後更安排其退役。
| 日期       | 舉辦國家 | 馬場 | 距離   | 級別 | 賽事名稱         | 負重 | 騎師   | 馬號 | 出馬 | 名次 | 時間   | 頭馬（二馬）   |
| ---------- | -------- | ---- | ------ | ---- | ---------------- | ---- | ------ | ---- | ---- | ---- | ------ | -------------- |
| 31/5/2014  | 日本     | 京都 | 草1800 |      | 3歲未勝利        | 56   | 酒井學 | 14   | 18   | 10   | 1:50.5 | Sanrei Rocky   |
| 22/6/2014  | 日本     | 阪神 | 泥1800 |      | 3歲未勝利        | 56   | 幸英明 | 7    | 16   | 9    | 1:56.4 | Kern Winner    |
| 12/7/2014  | 日本     | 中京 | 草1600 |      | 3歲未勝利        | 56   | 酒井學 | 12   | 16   | 1    | 1:36.8 | （Flash Bio）  |
| 3/8/2014   | 日本     | 小倉 | 草1800 |      | 3歲以上500萬以下 | 54   | 酒井學 | 1    | 16   | 1    | 1:48.3 | （La Bravade） |
| 6/9/2014   | 日本     | 小倉 | 草2000 |      | 玄海特別         | 53   | 酒井學 | 13   | 13   | 2    | 1:59.1 | A Shin Max     |
| 28/9/2014  | 日本     | 阪神 | 草2400 | GII  | 神戶新聞盃       | 53   | 酒井學 | 2    | 16   | 3    | 2:24.4 | 天下唯一       |
| 26/10/2014 | 日本     | 京都 | 草3000 | GI   | 菊花賞           | 57   | 酒井學 | 2    | 18   | 1    | 3:01.0 | （萬籟爭鳴）   |
| 28/6/2015  | 日本     | 阪神 | 草2200 | GI   | 寶塚紀念         | 58   | 酒井學 | 14   | 16   | 4    | 2:14.7 | 朗日清天       |
| 23/8/2015  | 日本     | 札幌 | 草2000 | GI   | 札幌紀念         | 57   | 酒井學 | 12   | 15   | 8    | 1:59.5 | 解密精英       |
| 20/3/2016  | 日本     | 阪神 | 草3000 | GII  | 阪神大賞典       | 57   | 杜滿萊 | 3    | 11   | 7    | 3:07.8 | 高尚駿逸       |
| 1/5/2016   | 日本     | 京都 | 草3200 | GI   | 春季天皇賞       | 58   | 酒井學 | 9    | 18   | 5    | 3:15.6 | 北部玄駒       |
| 26/2016    | 日本     | 阪神 | 草2200 | GI   | 寶塚紀念         | 58   | 酒井學 | 11   | 17   | 15   | 2:14.9 | 勝之石         |
| 3/12/2016  | 日本     | 中京 | 草2000 | GII  | 金鯱賞           | 57   | 酒井學 | 9    | 13   | 11   | 2:00.4 | 山勝最強       |

## 退役後
退役後，東寶狐狼成爲了配種馬，於北海道新日高町Arrow Stud休養，在2017年進行配種，首批子嗣於2018年出生。首批子嗣可於2020年出賽，2021年2月20日有中央的子嗣在未勝利取勝。
2022年10月31日被轉移至北海道新冠町Craic Stable，於來年在此地繼續進行配種工作。

## 血統簡介
父系特別週爲日本賽駒，生涯戰績彪炳，曾勝出1998年東京優駿（日本打吡），於1999年稱霸春秋天皇賞並於日本盃擊退衆多外敵而被稱爲「日本總大將」。祖父週日寧靜是美國三冠賽雙軍馬，退役後在日本配種，在日本馬壇相當成功，贏得多項分級賽事，其子嗣贏得巨額獎金。
母系Toho Gaia爲日本賽駒，生涯戰績不佳僅勝出地方賽事。外祖父Unbridled's Song爲美國賽駒，生涯戰績不俗，曾勝出一級賽育馬者盃兩歲馬大賽，退役後亦有優秀的配種成績。

### 血統表
| 父線：週日寧靜系（Halo系）                 |                                 |               |                  |
| 種馬 特別週 1995年（深棗色）               | 週日寧靜 1986年（棕色）         | Halo          | Hail to Reason   |
| 種馬 特別週 1995年（深棗色）               | 週日寧靜 1986年（棕色）         | Halo          | Cosmah           |
| 種馬 特別週 1995年（深棗色）               | 週日寧靜 1986年（棕色）         | Wishing Well  | Understanding    |
| 種馬 特別週 1995年（深棗色）               | 週日寧靜 1986年（棕色）         | Wishing Well  | Mountain Flower  |
| 種馬 特別週 1995年（深棗色）               | Campaign Girl 1987年（棗色）    | 丸善斯基      | 尼真斯基         |
| 種馬 特別週 1995年（深棗色）               | Campaign Girl 1987年（棗色）    | 丸善斯基      | Shill            |
| 種馬 特別週 1995年（深棗色）               | Campaign Girl 1987年（棗色）    | Lady Shiraoki | Saint Crespin    |
| 種馬 特別週 1995年（深棗色）               | Campaign Girl 1987年（棗色）    | Lady Shiraoki | Miss Ashiyagawa  |
| 繁殖雌馬 Toho Gaia 2001年（栗色）          | Unbridled's Song 1993年（灰色） | Unbridled     | Fappiano         |
| 繁殖雌馬 Toho Gaia 2001年（栗色）          | Unbridled's Song 1993年（灰色） | Unbridled     | Gana Facil       |
| 繁殖雌馬 Toho Gaia 2001年（栗色）          | Unbridled's Song 1993年（灰色） | Trolley Song  | Caro             |
| 繁殖雌馬 Toho Gaia 2001年（栗色）          | Unbridled's Song 1993年（灰色） | Trolley Song  | Lucky Spell      |
| 繁殖雌馬 Toho Gaia 2001年（栗色）          | Agami 1995年（棗色）            | 雷利耶夫      | 北地舞人         |
| 繁殖雌馬 Toho Gaia 2001年（栗色）          | Agami 1995年（棗色）            | 雷利耶夫      | Special          |
| 繁殖雌馬 Toho Gaia 2001年（栗色）          | Agami 1995年（棗色）            | Agacerie      | Exclusive Native |
| 繁殖雌馬 Toho Gaia 2001年（栗色）          | Agami 1995年（棗色）            | Agacerie      | Quiet Charm      |
| 雌系：Pluckt Liege系（號族：16-a）         |                                 |               |                  |
| 五代內近親交配：北地舞人 5×4、Nearctic 5×5 |                                 |               |                  |

## 命名由來
名字中，Toho（トーホウ）是馬主東豐物產冠名，出自其公司名字，香港取同音的「東寶」作为翻譯，Jackal（ジャッカル）即是狐狼。

## 外部連結
- 東寶狐狼 netkeiba.com （页面存档备份，存于）
- 血統表 （页面存档备份，存于）